# صدا و سیمای مهاباد
صدا و سیمای مهاباد یکی از مراکز صدا و سیمای جمهوری اسلامی ایران است که در شهر مهاباد فعالیت می‌کند.

## تاریخچه
محل فرستندهٔ رادیو در زمینی به مساحت تقریبی دو هکتار در حوالی پادگان شهر احداث گردید که ساختمان آنتن آن حدود یکصد متر مربع است.
ساختمان تلویزیون که به مرور مجهز به تأسیسات لازمه می‌شد در زمینی به مساحت ۵/۱ هکتار احداث شد و زیر بنای ساختمان آن حدود ۱٬۲۰۰ متر مربع بود.
حکومت وقت در سال ۱۳۵۱ با تصویب لایحه‌ای مبنی بر ادغام رادیو و تلویزیون به سازمان رادیو تلویزیون ملی ایران این فرصت را پیش آورد که صداوسیما در محل معینی مستقر شود.

## وضعیت کنونی
در حال حاضر صدا و سیمای مرکز مهاباد متشکل از واحد سیما با پخش روزانه ۲۴ ساعت برنامه به صورت ماهواره‌ای و واحد صدا با پخش ۲۴ ساعته و واحد انیمیشن با تولید سالانه حدود ۱۰ ساعت انیمیشن می‌باشد. از مهم‌ترین برنامه‌های سیمای مرکز مهاباد می‌توان به برنامه‌های کاتی موسیقا - شه وباش - شەوبۆ - خاووخیزان - نه مامی نوژین - گلستان - کاتی ورزش اشاره کرد که در این بین برنامه نوجوان با نام نه مامی نوژین بە تهیەکنندگی اشکان گرمسیری بالاترین نمره ارزیابی را از سیما استان‌ها دریافت کرده و علاوه بر برنامه برتر مرکز مهاباد به عنوان برنامه برتر بین کل مراکز نیز انتخاب شده‌است .
شبکهٔ مهاباد هم‌اکنون برنامه‌های خود را به صورت زنده و به زبان کردی پخش می‌کند. این شبکه همچنین قابل مشاهده به صورت آنلاین می‌باشد.

## رادیو مهاباد
براساس بعضی اقوال شفاهی، در سال ۱۳۲۴ فرستندهٔ رادیویی در مهاباد دایر بوده و تا سال ۱۳۲۵ گاهی اقدام به پخش برنامه به زبان کردی کرده و عوامل و گردانندگان در آغاز آن گویا عبدالرحمن شرفکندی (استاد هه‌ژار)، علی خسروی و رحمان اویسی بوده‌اند. پس از خاتمهٔ وضعیت ویژهٔ منطقه در سال ۱۳۲۵ فرستنده مذکور نیز برچیده شده‌است و تا سال ۱۳۳۰ مهاباد فاقد فرستنده رادیویی بوده‌است.
در سال ۱۳۳۰ توسط ستاد ارتش فرستندهٔ رادیویی با اهداف ویژه‌ای در مهاباد دایر بوده‌است که به رادیو ۳۰ مشهور است. آن رادیو یک فرستندهٔ بی‌سیم ۴۰۰ واتی بود که مهاباد و روستاهای اطراف را تحت پوشش قرار می‌داد و بودجهٔ آن از طریق ستاد ارتش در مهاباد اداره می‌شد.
برنامه‌های آن فرستنده هر شب از ساعت ۲۰ الی ۲۲ به زبان کردی و به صورت زنده پخش می‌گردید. برنامه‌های فرستندهٔ «۳۰» مشتمل بر اخبار منطقه، مطالب سیاسی در رابطه با کشورهای همجوار استان کردستان و آوازهای محلی، طنز و لطیفه (گالته و گه‌پ) و داستان شب بوده‌است.

### عوامل فرستنده «۳۰»
1. سرهنگ رادپور مسئول رادیو
2. استوار مونس مسئول فنی فرستنده
3. محمد کریمی
4. بیوک خانباغی (بازیگر و مجری طنزها و لطیفه‌ها)
5. محمد ماملی و ملاحسین عبداله زاده خواننده
6. ابراهیم افخمی نویسنده، مترجم و گوینده

تجهیزات سادهٔ آن فرستنده عبارت بودند از یک کانتینر ارتشی که اطراف آن را پتو پیچیده بودند به صورت سیار هر چند گاهی در محلی قرار داشت.
محل‌های ثابت این فرستنده عبارت بودند از:
1. ساختمان دژبان ارتش (محل کنونی بانک سپه)
2. فرمانداری (محل کنونی شهرداری)
3. ساختمان [زهرا یهودی] (محل کنونی قنادی خمایزی)
4. ساختمان ستاد ارتش (محل کنونی دانشگاه آزاد) در میدان شهرداری
5. آخرین محلی که فرستنده در آن قرار داشت ضلع شرقی میدان آهنگر بود که کلیهٔ تجهیزات آن در داخل یک کانتینر ارتش قرار داده شده بود.

این فرستنده در سال ۱۳۳۵ منحل گردید.

## مخاطبان
در گذشته، مردم مهاباد به ندرت دارای دستگاه رادیویی بودند و برای اینکه مردم از برنامه‌های آن استفاده نمایند، در میدان چهارچراغ (شهرداری کنونی)، چهار راه عباس‌آقا (چهار راه آزادی کنونی) و جلوباغ ملی (میدان ملاجامی کنونی) بلندگوهایی را نصب نموده بودند و مردم در اطراف آن‌ها گرد می‌آمدند و برنامه‌های رادیو را گوش می‌دادند. پس از انحلال آن فرستنده، مهاباد تا سال ۱۳۴۸ فاقد فرستندهٔ رادیویی بود. اما در آن سال از طرف ادارهٔ کل انتشارات و تبلیغات فرستندهٔ آزمایشی در مهاباد دایر گردید که تا سال ۱۳۵۱ برنامه‌های خود را به صورت آزمایشی با همان کادر سابق‌الذکر ادامه داد و در این میان ساختمان نویی برای تلویزیون در ضلع جنوبی گورستان ملاجامی (محل کنونی صداوسیما) احداث و در ۱۵ تیر ۱۳۵۱، آن ساختمان اتمام و افتتاح و آماده بهره‌برداری گردید و فعالیت‌های رادیو نیز به آن ساختمان منتقل شد.
درازای مدت برنامه‌های رادیو مهاباد در بدو تأسیس و راه‌اندازی در ساختمان نو، به‌طور متوسط روزانه ۳ الی ۳٫۵ ساعت بود که اخبار، برنامه‌های ادبی، خانواده، ترانه‌های محلی و داستان شب از آن جمله بودند و که از یک فرستندهٔ ۱۰ کیلوواتی پخش می‌شدند.